# Harmonijski oscilator
Harmonijski oscilatori su oscilatori koji generišu sinusoidalni oblik signala. Najčešće se pod harmonijskim oscilatorima smatraju linearni harmonijski oscilatori.
Harmonijski oscilatori su, pored relaksacionih oscilatora (multivibrator, kružni oscilator), osnovna vrsta elektronskih oscilatora. Elektronski oscilator je elektronsko kolo koje proizvodi elektronski signal koji se ponavlja u vremenu u vidu sinusne funkcije ili pravougaone povorke.

## Konstrukcija harmonijskog oscilatora
Osnovna forma harmonijskih oscilatora je elektronski pojačavač. Izlaz elektronskog pojačavača je nastavljen na elektronski filtar, a izlaz iz filtra na ulaz u pojačavač doveden je modelom povratne sprege. U trenutku kada se uključi napajanje na pojačavaču, izlaz iz pojačavača sastoji se samo od šuma. Šum cirkuliše povratnom spregom, isfiltriran je i ponovo se dovodi na ulaz pojačavača sve dok se postepeno ne dostigne željeni oblik signala. Sastavni deo filtra može biti i karakteristični kristal (obično kvarc) kao deo kristalnog oscilatora i služi kako bi uticao na stabilnost frekvencije. Postoji više načina implementacije harmonijskih oscilatora u zavisnosti od načina na koji se može pojačavati i filtrirati signal.

## Podela
Osnovne vrste harmonijskih oscilatora u zavisnosti od implementacije:
- Amstrongov oscilator
- Hartlijev oscilator
- Kolpicov oscilator
- Klapov oscilator
- Pirsov oscilator (kristalni)
- Oscilator koji obrće fazu
- RC oscilator
- Poprečno vezani oscilator
- Vačkarov oscilator
- Opto-elektronski oscilator

### Amstrongov oscilator
Amstrongov oscilator (takođe poznat i kao Mejsenerov oscilator) je dobio ime po njegovom pronalazaču, elektronskom inženjeru Edvinu Amstrongu. Ponekad se naziva i oscilator sa kalemom, jer se u povratnoj sprezi da bi proizvodio oscilacije koristi kalemski namotaj preko magnetskog spajanja među namotajima. Kod slabog, ali dovoljno snažnog spoja da održi oscilacije, frekvencija je određena primarno u zavisnosti od kondenzatora i induktivnoti i približno iznosi:
{\displaystyle {\frac {1}{2\pi {\sqrt {LC}}}}}
U realnim kolima stvarna vrednost oscilacija se malo razlikuje od vrednosti date formulom zbog unutrašnje otpornosti kapacitnivnosti i induktivnosti, kao i usled punjenja dela kola od strane magnetnog namotaja.
Šema se u osnovi sastoji od regenerativnih prijemnika amplitudski modulisanih signala. U takvim aplikacijama antena je povezana na dodatni namotaj kalema i povratna sprega se na taj način umanjuje, kao na primer veoma malim povećavanjem rastojanja između namotaja da se u kolu izvršava manje oscilacija. Rezultat ovakvih aplikacija na kola je ograničeni opseg radio frekvencije filtera i pojačavača. S druge strane, nelinearna karakteristika tranzistora omogućava demodulaciju audi signala.

### Hartlijev oscilator
Hatrlijev oscilator je LC elektronski oscilator kod kojeg povratna sprega funkcioniše na principu namotaja sa odvodom koji su postavljeni paralelno sa kondenzatorom. Iako ne postoji izrazita potreba za postojanjem zajedničkog spoja među dva segmenta sa namotajima i šema se obično implementira baš u takvom obliku. Hartlijev oscilator ima esencijalnu ulogu u konfiguracijama koje koriste parove serijski povezanih namotaja sa kondenzatorom. Osmislio ga je Ralf Hartli 1915. godine. 
Hartlijev oscilator je sačinjen od jednog promjenljivog kondenzatora i dva kalema serijski vezana koja ne moraju biti obostrana.
Prednosti ove vrste oscilatora:
- frekvencija se može podešavati zahvaljujući promjenljivoj kapacitivnosti
- amplituda koju dobijamo na izlazu ostaje konstantna tokom varijacija frekvencije
- potrebni su ili namotaji sa odvodom ili fiksni kalemi

Nedostaci:
- dobija se veliki broj harmonika ako se izlaz uzima sa pojačavača a ne direktno iz LC kola

Na osnovu analize kola, može se primijetiti da ako je induktivnost dva namotaja L1 i L2 data, onda će ukupna efektivna induktivnost biti određena učestanošću oscilovanja (tj. faktorom k ):
{\displaystyle L_{0}=L_{1}+L_{2}+k{\sqrt {L_{1}L_{2}}}}

### Kolpicov oscilator
Ime je dobio po pronalazaču Edwin H. Colpittsu. Kolpic je u dizajniranju elektronskih oscilatora koristio kombinaciju induktivnosti i kapacitivnosti u cilju regulisanja frekventnih karakteristika, tako da se ovaj oscilator takođe može nazvati i LC oscilator. Karakteristike ove vrste oscilatora su jednostavnost u postupku izrade (potreban je samo jedan kalem) i čvrstoća. 
U prvim izradama ovog oscilatora frekvencija je bila određena sa dva kondenzatora i induktivnošću.
Kolpicov oscilator je elektronski dvojnik Hartlijevog oscilatora. Osnovna šema Kolpicevog kola data je sa dva kondenzatora i kalemom koji određuju frekvenciju oscilovanja. Povratna sprega koja je potrebna za oscilovanje dobija se iz naponskog razdelnika dve kapacitivnosti, dok se kod Hartlijevog oscilatora to postizalo zahvaljujući naponskom razdelniku dva induktiviteta. Da bi se omogućilo stabilno funkcionisanje ovog sistema, kao i kod bilo kog drugog slučaja oscilatora, povećavanje aktivne komponente bi trebalo da bude znatno veće nego slabljenje naponskog razdelnika nad kapacitivnošću.
Kada recimo koristimo Kolpicov oscilator u izradi oscilatora sa promenljivom frekvencijom, najbolji način je da koristimo promjenljivu induktivnost za kontrolisanje promena frekvencije umesto korišćenja jednog ili dva kondenzatora. Češće se koristi varijanta oscilatora gde je kalem takođe uzemljen, što dovodi do lakšeg generisanja visokih frekvencija. Energija povratne sprege usmerena je u pravcu tačke spajanja dva kondenzatora. Pojačavač u ovom slučaju daje strujno, a ne naponsko pojačanje.
Frekvencija oscilovanja Kolpicovog oscilatora u idealizovanim uslovima data je jednačinom:
{\displaystyle f_{0}={1 \over 2\pi {\sqrt {L\left({C_{1}C_{2} \over C_{1}+C_{2}}\right)}}}}
Kod realnih kola frekvencija ima malo manju vrednost usled spoja kondenzatora i tranzistora i neidealnosti ostalih karakteristika.

### Klapov oscilator
Klapov oscilator je vrsta elektronskog oscilatora koji je konstruisan od tranzistora i mreže povratne sprege, pri čemu se koristi kombinacija induktivnosti i kapacitivnosti za kontrolisanje frekvencije, tako da se i ovaj oscilator svrstava u grupu LC oscilatora. 
Sa šeme se može uočiti da mreža obuhvata jedan kalem i tri kondenzatora, gde dva kondenzatora koji formiraju naponsku razliku i njome je određena količina napona povratne sprege koji se dovodi na ulaz pojačavača. Klapov oscilator je zapravo Kolpicov oscilator gde je dodatni kondenzator postavljen serijski sa kalemom. Frekvencija oscilovanja data je jednačinom:
{\displaystyle f_{0}={1 \over 2\pi }{\sqrt {{1 \over L}\left({1 \over C_{0}}+{1 \over C_{1}}+{1 \over C_{2}}\right)}}}
Klapova šema se mnogo češće koristi od Kolpicove šeme u konstrukciji oscilatora sa promenljivom frekvencijom, jer se vezivanjem nultog kondenzatora na red sa L izbjegava da napon povratne sprege bude promjenljiv, što nije slučaj kod Kolpicovog oscilatora.

### Pirsov oscilator
Koristi se u implementaciji kola kristalnog oscilatora. Osmislio ga je Harvardski profesor Džordž Pirs. Pirsov oscilator je sličan Kolpicovom. Svi digitalni IC oscilatori Pirsovog tipa imaju šeme implementirane koristeći se minimalnim brojem komponenti: jednim digitalnim invertorom, dva otpornika, dva kondenzatora i kvarcnim kristalom, koji se ponaša kao jako osjetljivi element filtra. Ono što mu daje posebnu prednost nad ostalim tipovima jeste mala cena proizvodnje i izvanredna stabilnost kvarcnog kristala. 
Prvi otpornik ima ulogu da utiče na invertorom da radi u linearnom delu karakteristike i vrlo efikasno utiče na njega da se ponaša kao invertujući pojačavač sa velikim pojačanjem. To se uočava ako se pretpostavi da je invertor idealan sa beskonačnom ulaznom impedansom i nultom izlaznom impedansom i tada je otpornik taj koji kontroliše ulazni i izlazni napon budu isti.
Kristal kombinovan sa kondenzatorima kreira pi mrežu filtera propusnika opsega, koji daje fazu pomerenu za 180 stepeni i naponsko pojačanje od izlaza do ulaza pri približno rezonantnoj frekvenciji kristala. Može se koristiti pomoćni otpornik između izlaza invertora i kristala da izoluje invertor od kristala. Na ovaj način izaziva se dodatni pomeraj faze na prvom kondenzatoru. Ukupna kapacitivnost koja se iz kristala vidi u preostalom delu kola se zove kapacitivnost punjenja. Kada se proizvode paralelni kristali, koristi se Pirsov oscilator sa tačno određenom kapacitivnošću punjenja (obično od 18 do 20 pF) pri podešavanju kristala da osciluje na tačno predodređenim željenim karakteristikama. Da bi se ostvarile poželjne frekvencijske performanse, pored serijske kombinacije kondenzatora u kapacitivnost se mora uključiti i kapacitivnost punjenja CL i ulazna i izlazna kapacitivnost invertora Ci i Co, kao i one koje nastaju usled karakteristika samog oscilatora, PCB šeme i kristalnog kućišta.
{\displaystyle CL={\frac {(C_{1}+C_{i})(C_{2}+C_{0})}{C_{1}+C_{2}+C_{i}+C_{0}}}+C_{s}}
Povećavajući kapacitivnost punjenja osetno se smanjuje frekvencija generisana Pirsovim oscilatorom, ali se ona nikad neće smanjiti do nivoa serijske rezonantne frekvencije.

#### Oscilatori sa pomerenom fazom
Fazno pomereni oscilator je jednostavni sinusoidalni elektronski oscilator. Sastoji se od invertujućeg pojačavača i povratne grane sa filtrom koji obrće fazu za pi stepeni pri frekvenciji oscilovanja.
Filter mora biti napravljen tako da za frekvencije iznad i ispod frekvencije oscilovanja signal bude pomjeren za ili manje ili više od 180 stepeni. Najuobičajeniji način da se ovo postigne jeste korišćenje kaskadno vezanih otpornika i kondenzatora, koji zajedno ne proizvode nikakvu promenu faze na jednom kraju i promenu faze za 270 stepeni na drugom kraju. Tako će na frekvenciji oscilovanja svaki filter dati pomjeraj od 60 stepeni i čitav sklop će dati pomjeraj od 180 stepeni.
Analizom se dobija veoma složen izraz za frekvenciju oscilovanja ovakvog oscilatora. Uvođenjem pretpostavki da su kapacitivnosti svih kondenzatora međusobno jednaki i iznose C i da su svi otpori u kolu jednake vrednosti R, dobija se lep izraz za frekvenciju:
{\displaystyle f={\frac {1}{2\pi RC{\sqrt {6}}}}}

### RC oscilatori
RC oscilatori su linearna elektronska oscilatorna kola koja daju sinusoidalni izlazni napon, pa se sva oscilatorna kola koja koriste RC mrežu za regulisanje frekvencijske karakteristike nazivaju RC oscilatori. RC oscilatori su sačinjeni od pojačavača i filtra.

#### Sinusoidalni oscilator
Razlikuju se dva tipa sinusoidalnih oscilatora:
- Jedan je poznat pod imenom oscilator Vejinov most, koji se često koristi kao audio signal generator.
- Drugi je Tvin-T oscilator koji ima dva RC kola postavljena paralelno jedno drugom.

Jedno kolo (R-C-R) se ponaša kao filtar propustnik niskih učestanosti a drugo (C-R-C) kolo - kao filtar propustnik visokih učestanosti. Zajedno ova dva kola čine sklop koji propušta signal željene frekvencije oscilovanja. Signal u C-R-C grani prednjači u odnosu na signal u R-C-R grani, tako da je jedan u odnosu na drugog kasne za frekvenciju:
{\displaystyle f={\frac {1}{2\pi RC}}}

### Vačkarov oscilator
Vačkarov oscilator je stabilna varijanta Kolpicovog oscilatora. Inventirao ga je češki inženjer Jiri Vačkar 1949. godine u je radu o dizajnu stabilnog oscilatora. Kao rezultat rada, predložio je varijantu Kolpicovog oscilatora s izmenom da je smanjio napon povratne sprege na prihvatljivi nivo i u isto vreme odstranio neželjenu nestabilnost koju je unosila kapacitivnost. Stabilnost oscilatora postignuta je većinom zbog zavisnosti tranzistora od transkonduktanse pri rezonantnoj frekvenciji ω u podešenom kolu.

### Optoelektronski oscilatori
Optoelektronski oscilatori su optroelektronska kola koja daju sinusoidalne oblike ili modulisane optički kontinualne oblike signala. Opto-elektronski oscilatori su zasnovani na principu pretvaranja kontinualne svetlosne energije iz lasera u radio frekvencije (RF) ili mikrotalasne signale.
Karakteristike optoelekrtonskih oscilatora su te što imaju veliki faktor Q i veoma su stabilni. Imaju i druge karakteristike koje se kod ostalih elektronskih oscilatora nisu lako postizale. Zbog ovakvih svojih osobina oni se koriste u elektro-optičkim i fotokomponentama, koje su karakteristične po visokoj stopi efikasnosti, velikoj brzini, i malim gubicima pri frekvencijama tipičnim za mikrotalasni režim rada. Optoelekrtonski oscilatori imaju transmisione karakteristike modulatora koji na principu fiber optičkog kašnjenja konvertuje svetlosnu energiju u stabilne, spektralno čiste radio frekvencijske signale ili mikrotalasne signale. Svetlost iz lasera se dovodi na elektrooptički modulator čiji izlaz, prolazeći kroz dugačko optičko vlakno, biva detektovan na fotodetektoru. Izlaz fotodetektora se pojačava i prolazi kroz filtar i šalje se nazad na E ulaz modulatora.
Ovakve konfiguracije sposobne su za samoodržive (neprigušene) oscilacije, na frekvencijama determinisanim dužinom kašnjenja u vlaknu, zatim naponom polarizacije modulatora i propustnim karakteristikama filtra, kako za električni, tako i za optički izlaz.

## Literatura
- „It's About Time: A Brief Chronology of Chronometry”.
- Tehnički rečnik, elektronska verzija, Dušan Simić, Centar za naučna istraživanja SANU i Univerzitet u Kragujevcu, 2002 godina